# Immunoglobuline
Immunoglobulinen, ook antistoffen of antilichamen genoemd, behoren tot de globulinefractie van het bloed en vormen een belangrijk onderdeel van het immuunsysteem. 
Immunoglobulinen (afgekort Ig) zijn Y-vormige eiwitmoleculen die door het afweersysteem van de mens en andere gewervelde dieren worden geproduceerd als reactie op binnengedrongen antigenen. Antigenen zijn lichaamsvreemde stoffen; doorgaans zijn dit (één of meer) moleculen die zich bevinden aan de buitenkant van een pathogeen: een schadelijk virus of bacterie. 
De twee poten van de "Y" van het antilichaam bevatten een paratoop, dat middels een covalente binding past op een epitoop, een deel van het antigeen-molecuul. Door de binding wordt de pathogeen geneutraliseerd, of "gemarkeerd" voor opruiming elders in het afweersysteem. Sommige antilichamen komen als losse moleculen voor in het bloed en in ander lichaamsvocht. Andere antilichamen zitten vast aan witte bloedcellen en fungeren als een 'zintuig' van de witte bloedcel, bijvoorbeeld een B-cel.
Wanneer antigenen zich binden aan de antilichamen op de buitenkant van een B-cel, wordt de B-cel gestimuleerd om zich te differentiëren in ofwel B-plasmacellen, ofwel B-geheugencellen. Plasmacellen produceren vervolgens grote hoeveelheden antilichamen, die via het bloed en de lymfe naar de verschillende weefsels worden getransporteerd, waar ze tegen antigenen actief kunnen zijn. Geheugencellen blijven jaren in het lichaam aanwezig, zij vormen de afweer (het adaptieve immuunsysteem) tegen bijvoorbeeld een nieuwe infectie door een specifieke pathogeen. Door dit geheugenmechanisme kan het lichaam zich vlot tegen een herhaalde infectie weren, zonder dat alle soorten antilichamen continu geproduceerd moeten worden. Zie ook vaccin.

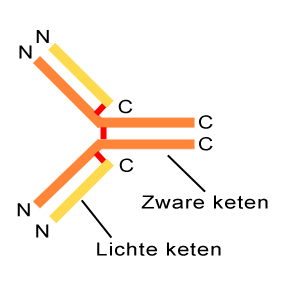
Basis-ketenstructuur van immunoglobulinen. N is het amino-uiteinde en C is het carboxy-uiteinde van de keten. Rood zijn de disulfidebruggen.

## Algemene bouw van immunoglobulinen
Een molecuul van een antistof bestaat uit twee identieke zware, en twee identieke lichte aminozuur-ketens, die onderling samengehouden worden door covalente (zwavelbruggen) en niet-covalente bindingen (waterstofbruggen, ionaire bindingen, vanderwaalskrachten en hydrofobe pakking). Bij elk van deze ketens is er een onveranderlijk (constant) deel, en een veranderlijk (variabel) deel. Het constante deel staat in voor de stabiliteit en de interactie met lichaamseigen receptoren op (immuun)cellen. Het variabele deel (CDR 1+2+3) bindt het antigeen.
Door middel van enzymen kan het molecuul (een antistof) in drie delen worden gesplitst: twee Fab fragmenten (dit zijn de antigen-bindende delen) en een Fc-deel. De Fab fragmenten bestaan uit de lichte, en een deel van de zware keten. Het Fc-deel bestaat uit een deel van beide zware ketens.

## Basis voor variatie
De genen die coderen voor immunoglobulinen worden onderverdeeld in V-, D- en J-segmenten. Van elk van deze segmenten is een aantal verschillende exemplaren aanwezig in het genoom. Zo zijn er in het menselijk lichaam voor wat betreft de zware keten al ruim 50 V-segmenten, 25 D-segmenten en 6 J-segmenten bekend. Van elke soort wordt per B-cel (en dus per immunoglobuline) één gen uitgekozen door enzymen (RAG-1 en RAG-2) om een zware keten mee te vormen. Samen met de gecombineerde genen voor de lichte keten (uit verschillende V- en J-segmenten) vormt dit de basis voor de grote variatie aan immunoglobulinen. Dit wordt recombinatie genoemd en zorgt voor ongeveer 2,5 105 mogelijkheden voor het vormen van een immunoglobulinemolecuul. Verdere variatie wordt verkregen door onder andere insertie en deletie van nucleotiden. Daardoor ontstaan er uiteindelijk zo'n 1011 mogelijkheden voor een uniek immunoglobuline. Immunoglobulinen maken zichzelf bovendien na interactie met hun antigeen nog beter passend.
Een bepaalde B-cel maakt dus maar één soort immunoglobuline, die steeds hetzelfde opgebouwd is. Omdat er twee chromosomen zijn, wordt er daarvan per B-cel eentje uitgezet, om te voorkomen dat één B-cel twee verschillende soorten immunoglobulinen maakt. Dit wordt allelische exclusie genoemd.

## Typen immunoglobuline

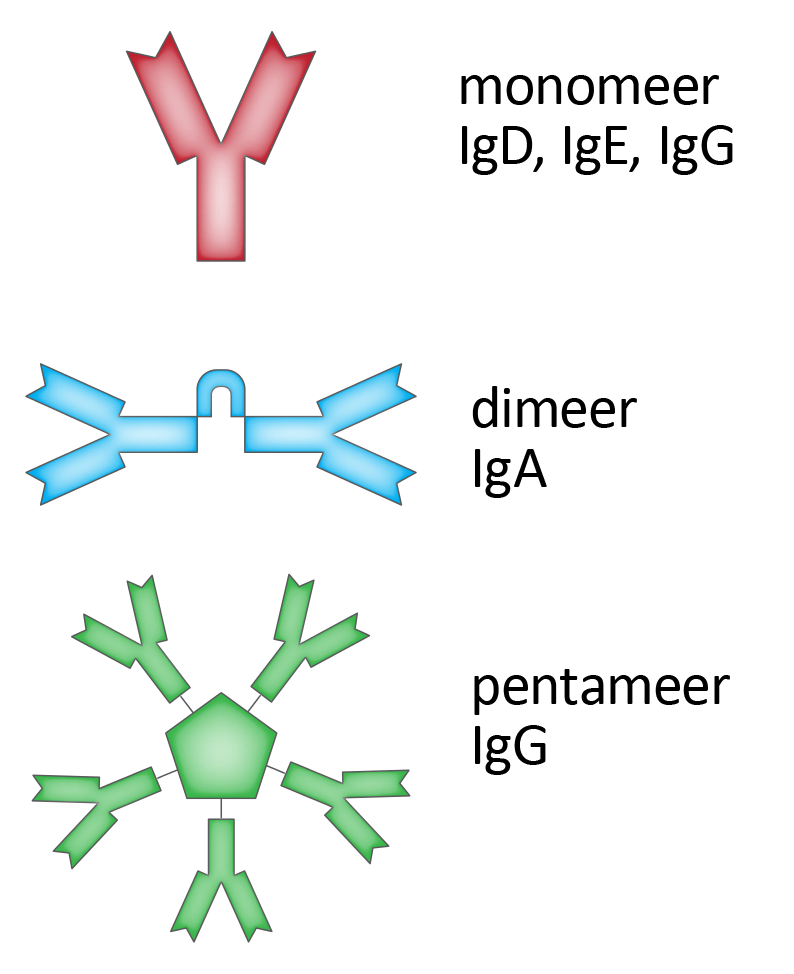
Vijf typen immunoglobuline

Er bestaan in het menselijke lichaam vijf verschillende vormen immunoglobuline: IgA, IgD, IgE, IgG en IgM. Bijvoorbeeld IgA is de afkorting van immunoglobuline A. Ze worden allemaal door B-lymfocyten gemaakt, maar onder verschillende omstandigheden. Een jonge B-cel produceert in principe IgM en IgD. De B-cel gaat nadat die door een T-helpercel is geactiveerd een proces dat class switching wordt genoemd en produceert IgA, IgG of IgE. Bij het class switching verandert het constante gedeelte van de keten van de immunoglobuline, en niet het variabele gedeelte waaraan het antigeen bindt. Class switching zorgt er dus niet voor dat de B-cel ineens antistof tegen een ander antigeen gaat produceren. Bij class switching vindt deletie van genetisch materiaal plaats, dit is dus onomkeerbaar.

### IgA
IgA zit vooral in de lichaamssecreten.
De aminozuurresiduen zijn onderverdeeld in vier domeinen. Een kenmerk dat IgA hetzelfde als IgM heeft is dat het een additioneel peptide van 18 residuen heeft. Hiermee kan een extra keten covalent worden gebonden, zodat een dimeer ontstaat. IgA bevindt zich vooral in het maag-darmstelsel, speeksel en melk.

### IgD
Minder dan 1% van het totale immunoglobuline in serum is IgD. Het eiwit is gevoeliger voor proteolyse dan IgG1, IgG2, IgA en IgM en heeft de neiging tot spontane proteolyse.

### IgE
IgE zit op de slijmvliezen en zit meestal met zijn Fc-gedeelte vast op de Fc-receptor van basofiele granulocyten, die histamine vrijlaten wanneer ze zich aan een antigeen binden. Dit is ook de oorzaak van allergische reacties, die worden gekenmerkt door bijvoorbeeld rode ogen en een rode neus vanwege de vasodilatieve, vaatverwijdende werking van histamines. Er zijn geneesmiddelen tegen een dergelijke allergische reactie, zogenaamde antihistaminica. Die gaan de overdreven werking van histamine tegen.

### IgG

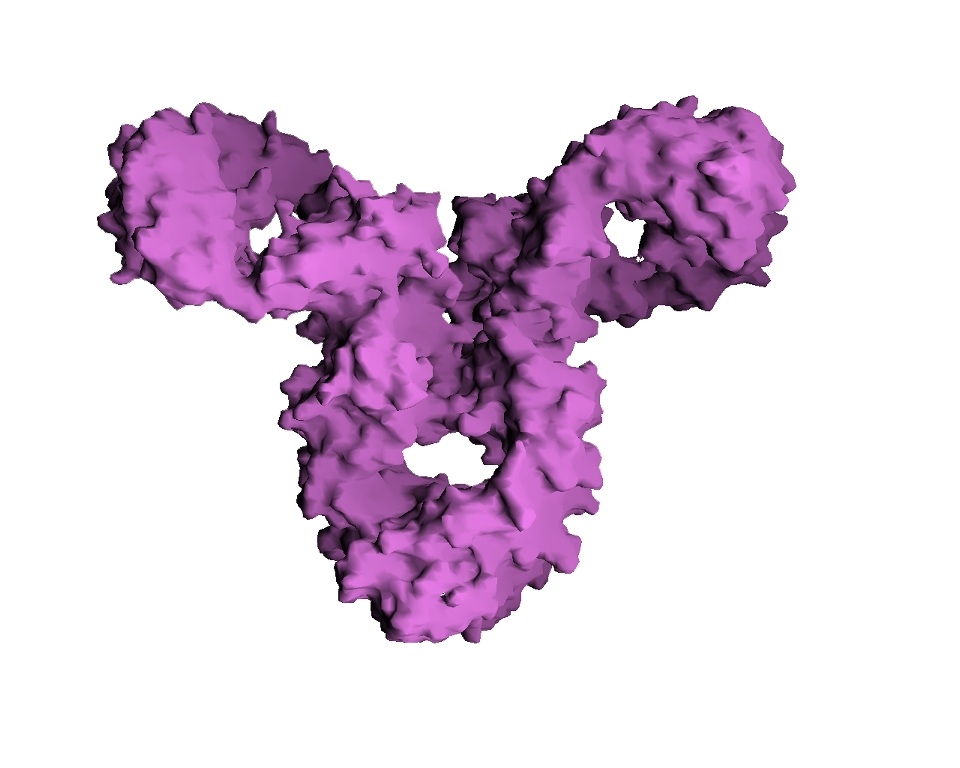
Moleculair oppervlak van IgG

IgG is een immunoglobuline, dus een antistof, dat wordt aangemaakt bij grotere hoeveelheden of bij een herhaald contact met het antigeen. Het is het belangrijkste van de vijf immunoglobinen in het menselijke lichaam. Het IgG-molecuul zorgt binnen het immuunsysteem van de mens vooral voor de afweer tegen virussen en bacteriën en is de antistof, die het meeste in de bloedbaan voorkomt. IgG is een monomeer en ieder IgG bestaat uit vier peptiden.

### IgM

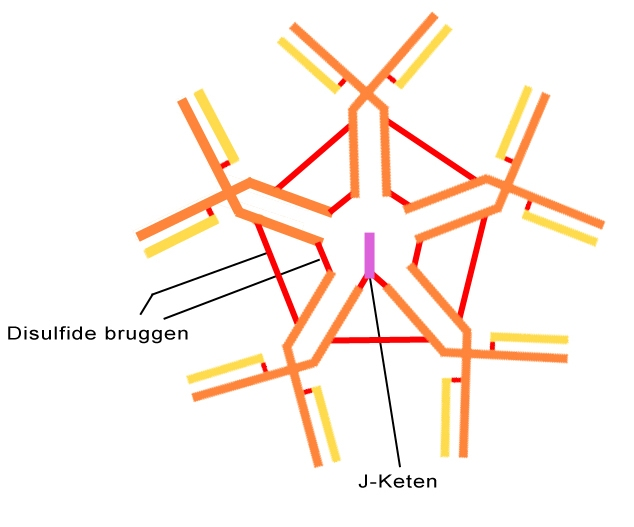
Immunoglobuline M

Menselijk IgM is normaal gesproken een pentameer van de vier-keten-basiseenheid. De μ-ketens van IgM verschillen van de γ-ketens in de aminozuursequentie en hebben een extra constant domein in plaats van het IgG-scharnier. De subeenheden van het pentameer zijn verbonden door disulfidebruggen. Het complete molecuul bestaat uit een dicht opeen gepakt centraal gebied met uitstekende armen. Dat kan met een elektronenmicroscoop worden gezien. IgM is bij een infectie vaak de eerst geproduceerde antistof, die later door IgG wordt 'afgelost' en is met zijn bindingsplaatsen een uitstekende immunoglobuline voor het wegvangen van antigenen.

## Werking
Immunoglobulinen binden aan een epitoop van het antigeen. Dit kan verschillende effecten hebben:
- Neutralisatie. Dit betekent dat de antistoffen aan bepaalde gedeeltes van het antigeen binden, waardoor het antigeen geen interacties met cellen of moleculen meer aan kan gaan. Het antigeen verliest hierdoor zijn werking. Dit gebeurt onder meer bij gifstoffen (bijvoorbeeld geproduceerd door bacteriën, zogenaamde exotoxines) of virussen.
- Opsonisatie. Door omringen van antigeen met antistoffen wordt fagocytose (het als het ware opeten van cellen) vergemakkelijkt. Dit komt doordat fagocyterende cellen receptoren bezitten voor het constante deel van immunoglobuline (Fc-receptoren).
- Het complementsysteem wordt geactiveerd door het Fc-gedeelte. Dit leidt tot verbetering van de opsonisatie, omdat fagocyterende cellen ook complementreceptoren bezitten. Hierdoor wordt fagocytose nog verder vergemakkelijkt. Ook kan het binden van complement leiden tot directe vernietiging van het antigeen.
- Celgemedieerde cytotoxiciteit die afhankelijk is van antistoffen. Dit is ook wel bekend onder de Engelse afkorting ADCC, die staat voor antibody dependent cell-mediated cytotoxicity. Dit is vernietiging van het antigeen door NK-cellen. Deze cellen bezitten ook Fc-receptoren en door binding aan antistoffen geven zij bepaalde stoffen af die het antigeen doden.

Immunoglobulinen komen zowel vrij in het cytoplasma voor als gebonden aan hun B-cel als B-celreceptor (waarmee ze tegelijkertijd voor antigeen-presenterende cel spelen).

## Immunoglobulinen bepalen in een geneeskundig laboratorium
In een geneeskundig laboratorium kan de hoeveelheid van de verschillende immunoglobulinen bepaald worden.

### IgG
IgG is de grootste fractie van de immunoglobulinen in het menselijk lichaam. Er zijn 4 sub klassen, IgG1,IgG2, IgG3 en IgG4. Deze subklassen hebben verschillende biologische eigenschappen. Zo verschillen de subklassen in hun capaciteit het complement systeem te activeren. IgG1 en IgG3 kunnen dit wel goed, IgG2 en IgG4 in mindere mate of niet, respectievelijk. Verhoogde gehaltes van subklassen kunnen voorkomen bij chronische ontstekingen, auto-immuunziekten en infecties, of bij multiple myeloom of B-cellymfoom. Een voorbeeld hiervan is IgG4-gerelateerde ziekte.

### IgM
Een verhoging van IgM komt voor bij infecties, leveraandoeningen, ziekte van Waldenström, of bij een IgM plasmacytoom. Matige verhogingen kunnen ook voorkomen bij lymfoproliferatieve ziekten, auto-immuunziekten en carcinomen.

### IgA
De belangrijkste functie van IgA is het beschermen van het lichaam tegen binnendringen van allerlei ziekteverwekkers door de aanwezigheid in traanvocht, colostrum, gal en van de klieren van lucht- en urinewegen en maag-darmstelsel. In het geneeskundig laboratorium kan de hoeveelheid IgA bepaald worden om een eventuele IgA deficiëntie aan te tonen. Dit is van interesse omdat deze mensen een grotere kans hebben op reumatische en infectieuze aandoeningen, of een vergrote kans op anti-IgA dat problemen kan geven bij transfusie van bloedproducten. In bloed kunnen verhogingen van IgA gevonden worden na infecties, verhogingen van IgA bij mensen met acute of chronische leukemieën, solide tumoren en auto-immuunziekten of bij een monoklonale gammopathie, non-hodgkinlymfomen en bepaalde vormen van amyloïdose.

### Toepassing in de biologie
De hoge specificiteit waarmee antilichamen hun antigeen herkennen wordt in de biologie gebruikt om het antigeen, in de meeste gevallen een eiwit, zichtbaar te maken. De antilichamen zijn ofwel direct gekoppeld aan een enzym (chemiluminescentie), met fluorescerende kleurstoffen of met radioactieve isotopen of worden gedetecteerd met een secundair antilichaam dat zich aan het eerste (primair antilichaam) bindt en dienovereenkomstig geëtiketteerd wordt.
- ELISA
- Western Blot
- FACS
- Immuunhistochemie
- Faagdisplay